# Llutxent
Llutxent – gmina w Hiszpanii, w prowincji Walencja, we wspólnocie autonomicznej Walencja, o powierzchni 40,12 km². W 2011 roku liczyła 2508 mieszkańców.